# Tom Johnson (bokser)
Tom Johnson właśc. Thomas Jackling (ur. 1750 w Derby, zm. 21 stycznia 1797 w Cork) – angielski bokser z okresu walk na gołe pięści.
Początki kariery bokserskiej nie są znane. Po zwycięstwach nad Jackiem Jarvisem w 1783 oraz Craydonem Droverem i Stephenem Olivierem w 1784 ogłosił się mistrzem wagi ciężkiej. Prawa do tytułu potwierdził zwyciężając 18 stycznia 1787 w Kingston Williama Warra.

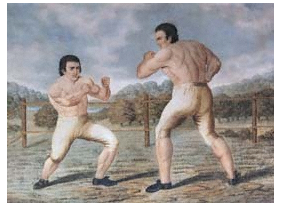
Pojedynek Johnsona z Perrinsem

Do historii przeszła jego walka w obronie tytułu z Isaaciem Perrinsem. Perrins był kotlarzem z Birmingham, mierzącym 188 cm i ważącym 238 funtów. 22 października 1789 w Banbury, w obecności 5000 widzów, walczyli przez 62 rundy 1 godzinę i 15 minut. Po dramatycznym pojedynku rozstrzygnął go Johnson potężnym prawym ciosem, którym zmiażdżył nos przeciwnika
W 1790 zamierzał zakończyć karierę jednak powrócił na ring i 17 stycznia 1791 w obronie tytułu spotkał się we Wrotham z Benjaminem Brainem. Do walki miało dojść w sierpniu 1789, ale pojedynek został odwołany z powodu choroby Braina. Po 18-rundowym, trwającym 21 minut, brutalnym pojedynku, w którym złamał palec przegrał i utracił tytuł. Była to jego ostatnia walka w karierze, po której zakończeniu uczył boksu w Irlandii gdzie zmarł.
W roku 1995 został wybrany do International Boxing Hall of Fame.